# Bukovec (kulle i Tjeckien)
Bukovec är en kulle i Tjeckien. Den ligger i den östra delen av landet, 180 km sydost om huvudstaden Prag. Toppen på Bukovec är 616 meter över havet, eller 221 meter över den omgivande terrängen. Bredden vid basen är 8,9 km.
Terrängen runt Bukovec är huvudsakligen kuperad, men åt nordväst är den platt. Runt Bukovec är det tätbefolkat, med 427 invånare per kvadratkilometer. Närmaste större samhälle är Brno, 18,8 km söder om Bukovec. I omgivningarna runt Bukovec växer i huvudsak blandskog.